# راز دل (آلبوم)
راز دل نام یک مجموعه موسیقی سنتی ایرانی با صدای محمدرضا شجریان و اجرای گروه پایور به سرپرستی فرامرز پایور است. قطعات این آلبوم از ساخته‌های فرامرز پایور و عارف قزوینی است و در تیرماه ۱۳۵۸ در آواز دشتی ‍اجرا شده است. در این آلبوم اشعار ه. الف. سایه و عارف قزوینی به کار رفته است. این اثر دربرگیرندهٔ تصنیف معروف از خون جوانان وطن لاله دمیده با تنظیم فرامرز پایور می‌باشد.

## شرح اثر

### نوازندگان
- محمدرضا شجریان: آواز
- اجرای گروه پایور به سرپرستی فرامرز پایور:

1. فرامرز پایور: سنتور
2. رحمت‌الله بدیعی: کمانچه
3. هوشنگ ظریف:تار
4. محمد دلنوازی:تار
5. حسن ناهید:نی
6. حسین فرهادپور:ویولن
7. پروین صالح:ویولن آلتو
8. پروین شکالور:ویولن آلتو
9. حسن منوچهری:بربط (عود)
10. محمد اسماعیلی:تنبک

### فهرست آهنگ‌ها
| راز دل | راز دل                             | راز دل      | راز دل       | راز دل                     | راز دل |
| شماره  | نام                                | سراینده     | آهنگساز      | ساز (یا گروه) همراهی کننده | مدت    |
| ------ | ---------------------------------- | ----------- | ------------ | -------------------------- | ------ |
| ۱.     | «پیش درآمد»                        | (بی کلام)   | فرامرز پایور | گروه پایور                 | nil    |
| ۲.     | «ساز و آواز»                       | ه.الف.سایه  | .            | کمانچه                     | nil    |
| ۳.     | «تصنیف گریه را به مستی بهانه کردم» | عارف قزوینی | عارف قزوینی  | گروه پایور                 | nil    |
| ۴.     | «دو نوازی تار و تنبک»              | (بی کلام)   | .            | تار و تنبک                 | nil    |
| ۵.     | «ساز و آواز»                       | ه.الف.سایه  | .            | تار                        | nil    |
| ۶.     | «ساز و آواز»                       | ه.الف.سایه  | .            | سنتور                      | nil    |
| ۷.     | «تصنیف از خوان جوانان وطن»         | عارف قزوینی | عارف قزوینی  | گروه پایور                 | nil    |
| ۸.     | «رنگ دشتی»                         | (بی کلام)   | فرامرز پایور | گروه پایور                 | nil    |